# Philadelphe Delord
Philadelphe Paul Émile Delord, né le 2 décembre 1869 à Beauvoisin (Gard) et mort à 24 novembre 1947  à Saint-Paulet-de-Caisson est un pasteur français, fondateur dans la Chartreuse de Valbonne du premier dispensaire pour lépreux en France avec le soutien des « American Leprosy Missions », en 1929.

## Aperçu biographique
Issu d'une famille protestante du Gard, il fait ses études de théologie en Suisse pour être pasteur à Marseille. Missionnaire envoyé par la Société des missions évangéliques de Paris dans l'île de Maré de 1897 à 1910, il y fonde deux léproseries et participe à l'édification de plusieurs temples. De retour en France en 1910, il est secrétaire général de l'Association de Secours aux Victimes des Maladies Tropicales.
Il poursuit la lutte contre la lèpre en achetant et transformant la Chartreuse de Valbonne en léproserie en 1929, à proximité de Pont-Saint-Esprit (Gard). L'œuvre de la léproserie sera soutenue par les dons de la philanthrope Marthe North-Siegfried (1866-1939), fondatrice de la Croix-Rouge alsacienne.
Pendant la 2e Guerre mondiale, la léproserie sera le refuge de nombreux juifs et proscrits. Les Allemands, par crainte de la contagion, évitent de secteur ! Fin 1944, Albert Delord, fils de Philadelphe Delord et pasteur à Carmaux de 1940 à 1944, succède à son père à la tête de la léproserie de la Chartreuse de Valbonne.
Philadelphe Delord décède le 24 novembre 1947 à Saint-Paulet-de-Caisson. Il est enterré aux côtés de sa femme dans le grand cloître de la Chartreuse de Valbonne.

## Œuvres et publications
- Les Deux sous de Tafoïta, Cahors, impr. Coueslant, 1923. In-8, 16 p.
- Une histoire extraordinaire et pourtant vraie, Nîmes, impr. J. Teissier , 1939. In-8, 40 p.
- Un mal qui répand la terreur. La lèpre, courte étude sur une question très actuelle, Paris, Association de secours aux victimes des maladies tropicales , 1928. In-8°, 40 p.
- Parmi les abandonnés, Cahors, impr. Coueslant, 1923. In-8, 155 p.
- Pitié pour eux ou Comment j'ai été conduit à m'occuper des lépreux, Cahors, impr. Coueslant ; Paris, Comité de secours aux lépreux, 1923. In-8 à 2 col., 24 p. avec gravures.
- Société des missions évangéliques de Paris. Mon Voyage d'enquête en Nouvelle-Calédonie, [avec une introduction par Jean Bianquis], août-septembre 1899, In-16, 241 p., fig. et cartes, Paris : maison des missions évangéliques , 1901
- Valbonne, les chemins de la foi, Saint-Paulet-de-Caisson, Sanatorium de Valbonne , 1980, 93 p.-[8] p. de pl.
- Valbonne, une œuvre française et coloniale, [Signé : Ph. Delord.], Paris, Association de secours aux victimes des maladies tropicales , 1927, In-8°, 12 p.